# C5orf46
C5orf46 (англ. Chromosome 5 open reading frame 46) – білок, який кодується однойменним геном, розташованим у людей на 5-й хромосомі. Довжина поліпептидного ланцюга білка становить 87 амінокислот, а молекулярна маса — 9 693.
| 10         |  | 20         |  | 30         |  | 40         |  | 50         |
| ---------- |  | ---------- |  | ---------- |  | ---------- |  | ---------- |
| MAVSVLRLTV |  | VLGLLVLFLT |  | CYADDKPDKP |  | DDKPDDSGKD |  | PKPDFPKFLS |
| LLGTEIIENA |  | VEFILRSMSR |  | STGFMEFDDN |  | EGKHSSK    |  |            |

A: Аланін

C: Цистеїн

D: Аспарагінова кислота

E: Глутамінова кислота

F: Фенілаланін

G: Гліцин

H: Гістидин

I: Ізолейцин

K: Лізин

L: Лейцин

M: Метіонін

N: Аспарагін

P: Пролін

R: Аргінін

S: Серин

T: Треонін

V: Валін

Задіяний у такому біологічному процесі, як альтернативний сплайсинг. 
Секретований назовні.